# Ministère de l'Éducation (Chine)
Pour les articles homonymes, voir Ministère de l'Éducation.
Le ministère de l'éducation de la République populaire de Chine est un département constitutif du Conseil d'État, responsable de l'éducation de base, de l'enseignement professionnel, de l'enseignement supérieur et d'autres affaires éducatives dans l'ensemble du pays. Le ministère de l'éducation est le principal bailleur de fonds des universités et collèges nationaux en Chine. Le ministère accrédite également les établissements d'enseignement supérieur, les programmes d'études et les enseignants du pays.
Le ministère de l'éducation compte actuellement 19 départements et bureaux internes. En 2022, 75 collèges et universités étaient affiliés au ministère de l'éducation,.

## Histoire
Le ministère de l'éducation a été fondé en octobre 1949. Le travail du ministère était supervisé par la Commission de la culture et de l'éducation, créée à la même époque. Le 19 octobre, l'écrivain et poète Guo Moruo a été nommé directeur de la commission et le linguiste Ma Xulun a été le premier ministre de l'éducation de la République populaire de Chine. En février 1958, le ministère de l'enseignement supérieur a été fusionné avec le ministère de l'éducation. En juillet 1964, le ministère de l'Enseignement supérieur est rétabli. En juillet 1966, le ministère de l'enseignement supérieur est à nouveau fusionné avec le ministère de l'éducation.
En juin 1970, le Comité central du Parti communiste chinois a décidé d'abolir le ministère de l'Éducation et d'établir le Groupe des sciences et de l'éducation du Conseil d'État.
Le ministère de l'éducation a été rétabli après les perturbations de la révolution culturelle en 1975. Jusqu'au rétablissement du ministère en 1975, le Groupe des sciences et de l'éducation du Conseil d'État était l'organe gouvernemental le plus important de la bureaucratie de l'éducation.
Le 18 juin 1985, le onzième comité permanent de la sixième Assemblée populaire nationale a décidé d'abolir le ministère de l'Éducation et de créer la Commission nationale de l'éducation de la République populaire de Chine.
En 1998, la décision sur la réforme institutionnelle du Conseil d'État a été adoptée lors de la première session du 9e Congrès national du peuple, et la Commission nationale de l'éducation a été rebaptisée ministère de l'éducation.
En 2003, le ministère chinois de l'éducation a demandé que le contenu de l'éducation à l'environnement soit intégré dans l'ensemble du programme des écoles publiques, de la première année de l'école primaire à la deuxième année de l'école secondaire. Ses lignes directrices sur l'éducation à l'environnement mettent l'accent sur l'expérience de première main et recommandent qu'un quart du contenu de l'éducation à l'environnement soit constitué d'« activités pratiques ».
En 2019, le ministère a publié un nouveau règlement visant à unifier le matériel d'enseignement pour les écoles primaires et intermédiaires dans toute la Chine dans des domaines tels que l'histoire, la langue et la politique.

### Développement du système de conseillers politiques
En 1952, le ministère de l'Éducation a cherché à développer un système de conseillers politiques dans le cadre d'un programme pilote dans les universités. L'université Tsinghua a mis en place un programme de conseillers politiques en 1953, devenant ainsi la première université à le faire. Dans le cadre de ce programme, les nouveaux diplômés qui étaient également membres du Parti communiste chinois travaillaient comme conseillers politiques pour gérer le corps étudiant et les organisations étudiantes, souvent en tant que secrétaires de la Ligue de la jeunesse communiste.
Le programme a été interrompu par la Révolution culturelle mais a repris en 1977. Après son approbation par Deng Xiaoping, le programme s'est étendu aux établissements d'enseignement supérieur. 
À partir des années 1990, le système des conseillers politiques a été institutionnalisé et étendu aux établissements d'enseignement supérieur dans toute la Chine, le ministère publiant en 2000 des règles normalisées telles que la limitation des mandats et la limitation de l'âge.

## Organisation

### Départements
- Direction générale
- Département des politiques et règlements
- Département du développement de la planification
- Département des réformes globales
- Département des ressources humaines
- Département des finances
- Département des manuels scolaires
- Département de l'enseignement élémentaire
- Département d'enseignement professionnel et d'éducation des adultes
- Département de l'enseignement supérieur
- Bureau d'inspection générale de l'éducation
- Département d'éducation des minorités ethniques
- Département du cours enseignant
- Département d'éducation physique, sanitaire et artistique
- Département d'éducation morale et politique
- Département des sciences sociales
- Département des sciences, technologie et informatisation
- Département des services étudiants
- Département de gestion des diplômes de l'enseignement de deuxième et troisième cycles
- Département de l'application des langues et leurs écritures
- Département de la gestion des informations concernants les langues et leurs écritures
- Département de coopération et d'échanges internationaux (Bureau de Hong Kong, Macao, et Taiwan)
- Bureau d'inspection
- Comité du PCC des institutions relevant directement du Ministère
- Bureau des fonctionnaires retraités
- Secrétariat de la Commission nationale de Chine pour l'UNESCO

### Organismes relevants du Ministère
- Centre de service logistique
- Académie nationale de l'éducation administration
- Institut national des sciences de l'éducation
- Centre national pour la recherche du développement éducation
- Research Cente for Social Sciences Development in HEIs
- Central Institute for Vocational and Technical Education
- Confucius Institute Headquarters (Hanban)
- Science and Technology Development Center
- Institute of Applied Linguistics
- Open University of China
- National Center for Educational Technology
- China Education Television
- Education Equipment Research & Development Center
- Education Management Information Center
- Institute for Curriculum and Textbook
- Secretariat for China Scholarship Council
- Center for Funding Supervision and Mangement
- Center for Minority Education and Development
- China Education Press Agency
- National Education Examinations Authority
- Chines Service Center for Scholarly Exchange
- China National Center for Student Financial Aid
- China Higher-education Student Information and Career Center
- China Academic Degrees and Graduate Education Development Center
- Higer Education Evaluation Center
- National Center for Schooling Development Program
- China Center for International People-to-People Exchange
- China Education Publishing and Media Group
- Secrétariat of China Education Association for Internationall Exchange
- Joint Secretariat National Students Sports
- Secrétariat of Chinese Society of Education
- Secrétariat of Chinese Association of Higher Education
- Secrétariat of China Teacher Development Foundation
- Secrétariat of China Education Development Foundation